# 非公開
| ウィキペディアには「非公開」という見出しの百科事典記事はありません（タイトルに「非公開」を含むページの一覧/「非公開」で始まるページの一覧）。 代わりにウィクショナリーのページ「非公開」が役に立つかもしれません。 |